# M10 Wolverine
M10 Gun Motor Carriage (GMC) – amerykański niszczyciel czołgów produkowany w czasie II wojny światowej, w latach 1942–1943, znany także nieoficjalnie jako Wolverine (z ang. „rosomak”).

## Historia

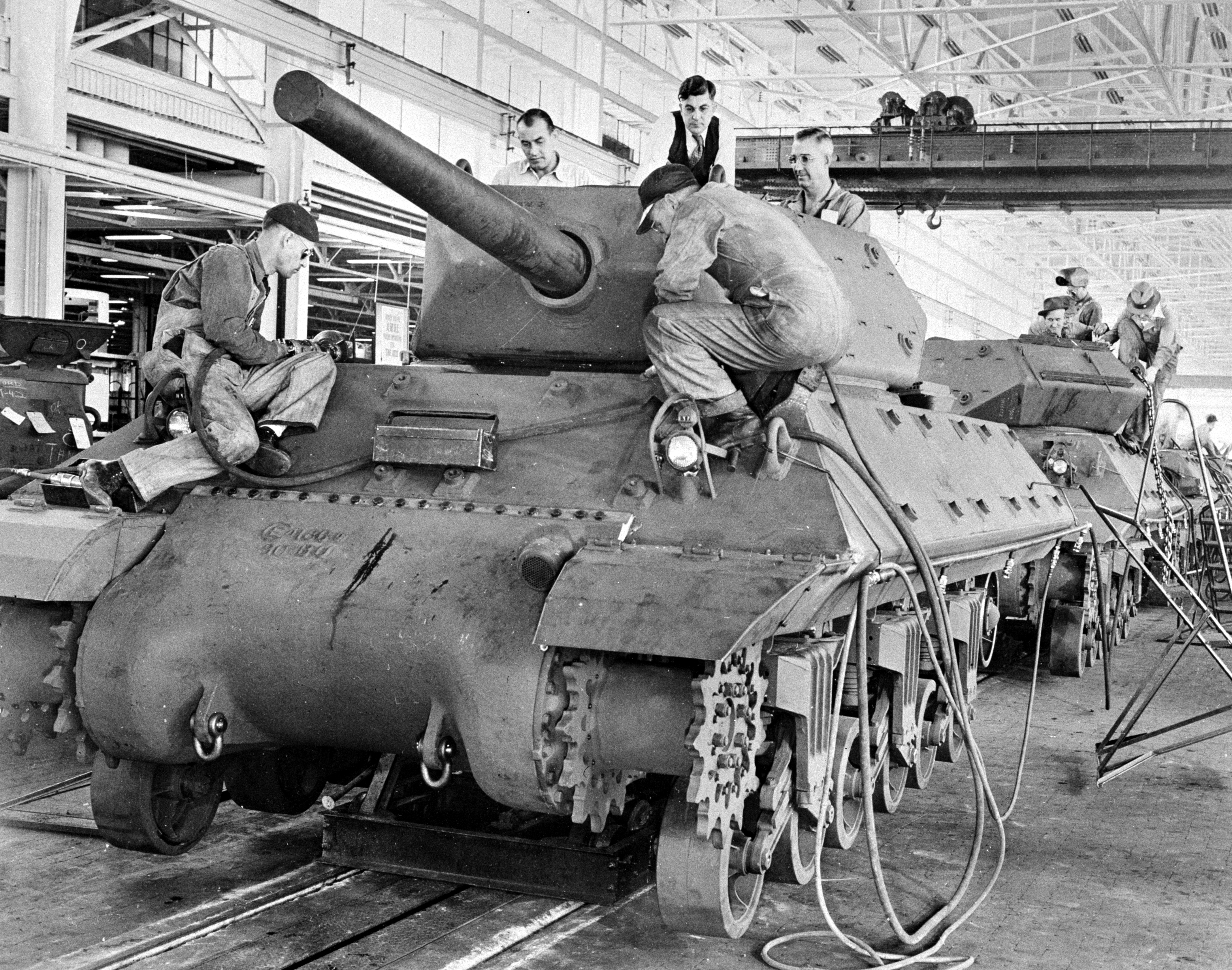
M10 Wolverine na linii produkcyjnej w zakładach General Motors

Po wybuchu wojny w Europie w amerykańskich wojskach lądowych powstały dwa nowe komitety: Tank Destroyer Board i Tank Destroyer Command, których zadaniem było opracowanie doktryny wojennej na temat użycia niszczycieli czołgów i ustalenie wymagań technicznych dla tego typu pojazdów. Prace nad nowym niszczycielem czołgów rozpoczęły się w 1942 roku, kiedy na podstawie danych dostarczonych przez wywiad amerykański zdecydowano, że istniejące pojazdy nie są zadowalające.
W 1942 roku opracowano projekt niszczyciela czołgów na podwoziu czołgu M4 Sherman. Początkowo nosił on oznaczenie T35, zmienione później na M10. W konstrukcji użyto podwozia M4A2 i wieży z działem kalibru 76,2 milimetra z prototypowego czołgu ciężkiego T1. Nie była to jednak typowa wieża czołgowa, gdyż była odkryta od góry. Rozwiązanie takie umożliwiało wygodniejszą obsługę działa oraz bardzo dobrą świadomość sytuacyjną, czyli obserwację pola walki, w odróżnieniu od czołgów, w których załogi obserwowały przedpole przez wizjery i peryskopy, ewentualnie po wystawieniu głowy obserwatora przez właz.
Po zakończeniu prób i dokonaniu poprawek zmieniono oznaczenie pojazdu na T35E1, a w lipcu 1942 roku – na M10 GMC. Pojazdy na podwoziu czołgu M4A3 nosiły oznaczenie M10A1. Spotykana jest w publikacjach nazwa Wolverine (rosomak), jednakże nie była ona oficjalna i brak jest informacji, jakie jest jej pochodzenie i rzeczywista skala użycia. W 1944 roku Armia Brytyjska przyjęła dla pojazdów M10 nazwę kodową Achilles (Achilles I dla wieży z przeciwwagą w formie V i Achilles II dla wieży z przeciwwagą typu „kaczy dziób”).
Wyprodukowano 6406 egzemplarzy pojazdu – 4993 w wersji M10 (wszystkie w zakładzie Fisher Body w Grand Blanc) i 1413 w wersji M10A1 (1038 w fabryce Ford Motor Company w Highland Park, 375 w Grand Blanc). Zakład w Grand Blanc wyprodukował kolejnych 300 kadłubów, bez wieży, na bazie których zbudowano pierwsze egzemplarze następcy M10 – M36 Jackson.

## Służba
Niszczyciele czołgów M10 były używane w armii USA i w armiach krajów alianckich m.in. Wielkiej Brytanii, Francji, Kanady, Brazylii i ZSRR (w ramach programu Lend-Lease).
Znalazły się także w uzbrojeniu Wojska Polskiego. Walczyły zarówno w składzie 1 Dywizji Pancernej gen. Maczka we Francji i Niemczech, jak i w 2 Korpusie Polskim we Włoszech.
52 wozy typu M10 otrzymał ZSRR. Używał ich 1223 Pułk Artylerii Samobieżnej z 29 Korpusu Pancernego. 21 egzemplarzy znalazło się w uzbrojeniu 1239 Pułku Artylerii Samobieżnej będącego w składzie 16 Korpusu Pancernego Armii Czerwonej. Walczył on latem 1944 roku w rejonie Warszawy i na przyczółku warecko-magnuszewskim.

## Pojazdy pochodne
- Full Track Prime Mover M35 – M10A1 bez wieży, przystosowany do holowania artylerii polowej 155 i 240 mm
- Achilles Mk IC – M10 z wczesnym typem wieży, w służbie brytyjskiej, uzbrojony w armatę 17-funtową
- Achilles Mk IIC – M10 z późnym typem wieży (z przeciwwagami w kształcie kaczych dziobów), w służbie brytyjskiej, uzbrojony w armatę 17–funtową
- M36 Jackson – rozwinięcie konstrukcji M10; wieża z działem 90-mm na kadłubie pojazdu M10/M10A1[3]